# Dan Dryer
DAN DRYER A/S (ранее N. Saaby Jørgensen) — датская компания из города Раннерса, производитель сушилок для рук, санитарно-гигиенического оборудования и систем отопления пассажирских вагонов.
Компания была основана в 1972 году Нильсом Сааби Йоргенсеном (дат. Niels Saaby Jørgensen), который управлял ей в должности генерального директора до лета 2013 год. После более чем 40 лет руководства компанией Йоргенсен передал свои полномочия Сюзанне Фриис Иден (дат. Susanne Friis Eden), которая занимала пост финансового директора с 1995 года.
Нильс Йоргенсен был первым европейским импортером сушилок для рук американской компании World Dryer, но когда требования по безопасности для этих электроприборов в европейских странах существенно изменились, поставки американских приборов были прекращены. В 1980 году было начато производство собственной сушилки для рук (модель AA), которая соответствовала новым нормам, за её основу была взята модель от World Dryer. Сегодня DAN DRYER — один из крупнейших производителей и экспортеров санитарных туалетных аксессуаров.
Головной офис компании находится по адресу Alsikevej 8, Раннерс, Дания. Филиалы располагаются во Франции и Германии.
Дизайн сушилок для рук Bjork был награждён дизайнерской премией Red Dot 2015.

## История компании
Компания была основана в 1972 году как торговая и располагалась на арендованных площадях завода Metallic i Skive. В связи с расширением, в 1974 году было построено собственное здание в г. Раннерс, по адресу Helsted Husevej 22.
В 1980 году запущено собственное производство сушилок для рук и компания меняет название на DAN DRYER A/S.
Логотип с Викингом был зарегистрирован как товарный знак 13 мая 1983 года (переоформлен до 2024 года).
В 1996 году открыт филиал в Фленсбурге, Германия.
В 1997 году открыт филиал в Тулузе, Франция.
В 2004 году производственные мощности были многократно увеличены и начато производство новых товаров.
В июне 2013 основатель компании Нильс Сааби Йоргенсен передаёт управление компанией Сюзанне Фриис Иден.

## Продукция

### Оборудование для общественных санузлов
Продукция делится на 3 модельных ряда: Обычный, Stainless Design, Björk. Первая модель сушилки для рук производится до сих пор, как в оригинальном корпусе 1980 года, так и в дизайнерском.
- Сушилки для рук
- Дозаторы моющих средств
- Держатели полотенец
- Диспенсеры туалетной бумаги
- Мусорные баки
- Настенный фен с регулятором высоты
- Настенный пеленальный стол

### Железнодорожное оборудование
С 2003 года и по настоящее время компания производит тепловое оборудование для железнодорожных вагонов следующих операторов: SNCF, ONCF(M), NordWestBahn, TransRegio, First Scotrail, NMBS / SNCB, RBS, LEB и так далее. С 2003 года оснащено более 3000 железнодорожных вагонов.
- Встраиваемые сушилки для рук с опцией отопления туалета
- Рециркуляционные обогреватели

## Дизайн
Компания известна своими дизайнерскими решениями. Серия Stainless Design выпускается с 2004 года.
Серия Björk разработана совместно с датским дизайнерским бюро VE2 (Hugo Dines Schmidt).